# Rysy
El monte Rysy (en alemán, Meeraugspitze; en húngaro, Tengerszem-csúcs) es una montaña de la sierra del Alto Tatra. El monte Rysy, situado en la frontera entre Polonia y Eslovaquia, tiene tres picos: el central alcanza los 2503 m s. n. m.; el noroeste, 2499 m s. n. m.; y, el sureste, 2473 m s. n. m. El pico noroccidental es el punto más alto de Polonia. Los otros dos se encuentran en la región eslovaca de Prešov.

## Nombre
Los expertos asumen que el término polaco y eslovaco Rysy, significando "arañazos" o "grietas", se refiere a una serie de surcos, bien aquellos de las laderas occidentales de la cadena Żabie o el muy prominente gran surco de 500 metros de alto y otros números de menor tamaño en el lado norte. Una explicación folklórica por el lado eslovaco dice que el nombre viene de la palabra en plural rysy que significa "linces", aunque el hábitat del lince no se extiende por encima de la línea de bosque. 
El nombre húngaro Tengerszem-csúcs y el nombre alemán Meeraugspitze significa "pico ojo-del-mar", por el lago glaciar en el pie septentrional de la montaña, llamado "ojo del mar" (Morskie Oko en polaco).

## Historia
El primer ascenso conocido se hizo en 1840, por Ede Blásy y su guía Ján Ruman-Driečny. El primer ascenso invernal fue ejecutado en 1884, por Theodor Wundt y Jakob Horvay. En el siglo XX, las autoridades comunistas divulgaron la suposición no documentada de que Vladimir Lenin ascendió esta montaña en algún momento a principios de los años 1910.

## Turismo

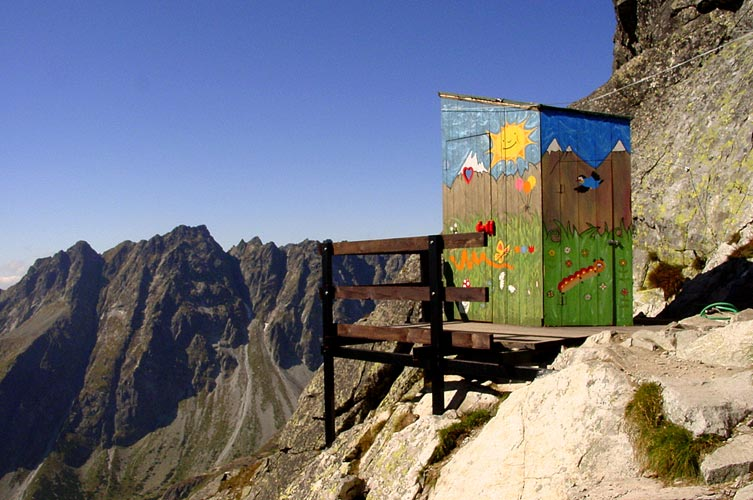
Un colorido excusado exterior de Chata pod Rysmi

Rysy es el pico más alto en los montes Tatra que es accesible para turistas individuales a pie sin un guía de montaña. Es posible ascender al pico desde el lado eslovaco, comenzando en Štrbské pleso y pasando Chata pod Rysmi, un chalet de montaña a una altitud de 2250 m, abierto durante la estación veraniega (mayo-octubre). La montaña puede también subirse desde el lado polaco viniendo desde el lago Morskie Oko, que es una ruta más inclinada y dura.

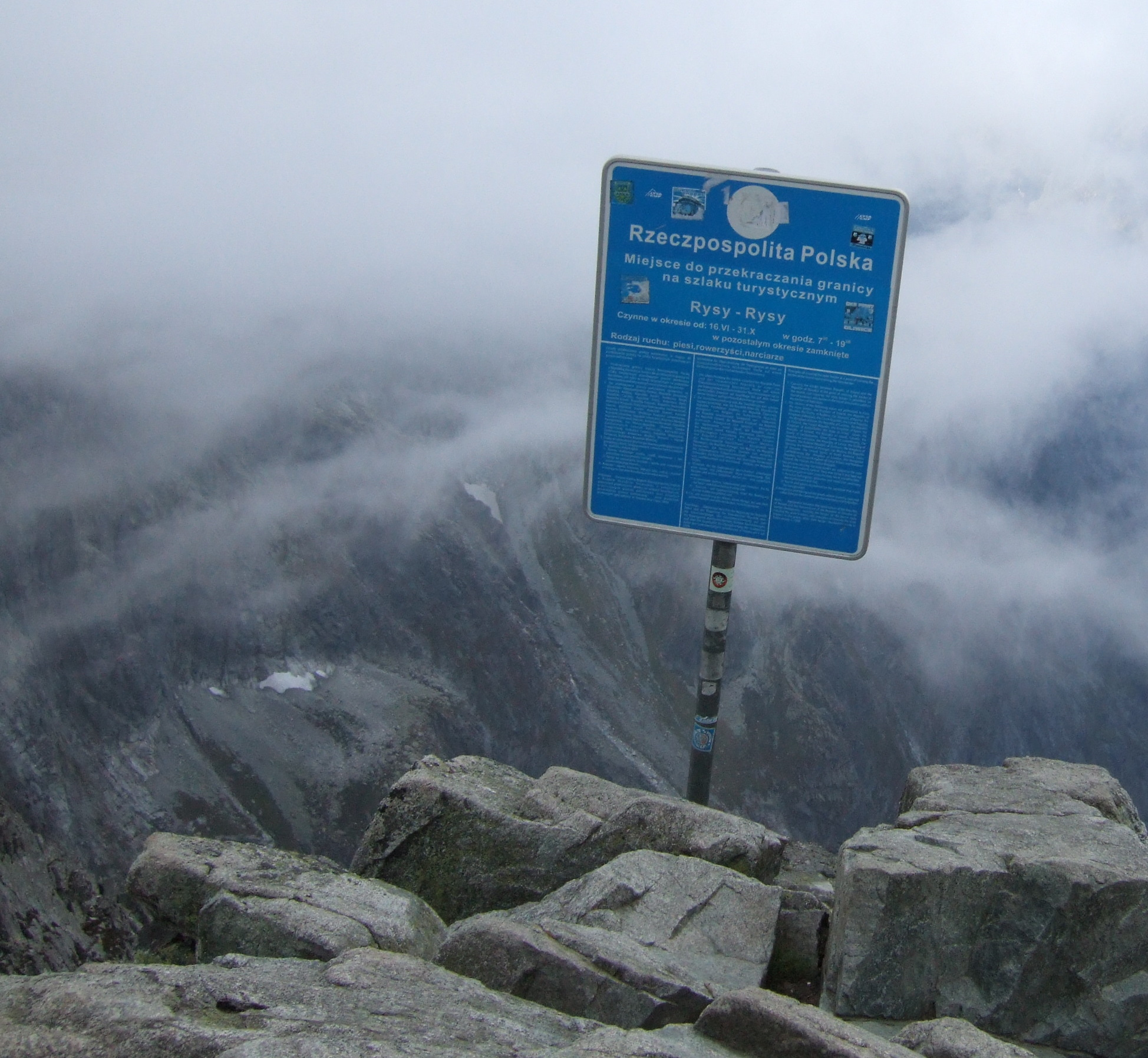
La anterior frontera en la cumbre.

Desde el año 2000, hasta que los controles fronterizos entre los dos países se abolieron en 2007, hubo un puesto fronterizo pedestre en el pico, operando diariamente entre el 1 de julio y el 30 de septiembre de 7 de la mañana a 7 de la tarde.[cita requerida]

### Panorama 3D
- Rysy - cumbre polaca 2499 m Archivado el 3 de julio de 2019 en Wayback Machine.
- Rysy - cumbre eslovaca 2503 m Archivado el 5 de julio de 2019 en Wayback Machine.
- También cumbre eslovaca, septiembre
- Cumbre eslovaca en mayo
- Tiempo usual en la cumbre
- Sendero a Rysy (desde el lado polaco) Archivado el 28 de octubre de 2016 en Wayback Machine.
- Sendero a Rysy (desde el lado eslovaco) Archivado el 19 de febrero de 2012 en Wayback Machine.

- Datos: Q672936
- Multimedia: Rysy / Q672936